# Lirceus culveri
Lirceus culveri là một loài chân đều trong họ Asellidae. Loài này được Estes & Holsinger miêu tả khoa học năm 1976.